# Vuilmuil
Vuilmuil is een kreek die zich bevindt in de Groot-Kieldrechtpolder in de Nederlandse provincie Zeeland. 
De kreek werd afgedamd en is een natuurgebied dat in trek is bij tal van watervogels. Langs de oevers lopen enkele wandelpaden. De kreek wordt beheerd door Staatsbosbeheer.